# MAN TGM
MAN TGM — среднетоннажный грузовой автомобиль, выпускаемый компанией MAN с 2005 года.

## Описание
Грузовые автомобили модели TGM относятся к среднему сегменту по тоннажу (полная масса 13—18 т). Дальнобойные и развозные грузовые автомобили имеют полную массу от 15 до 18 тонн, колёсную формулу 4*2 и колёсную базу от 3525 до 6175 мм (длина кузова соответственно равна от 3,9 до 8,1 м). Развозные автомобили оборудуются кабинами C, L и DoKa, магистральные — кабиной Lx. На автомобилях полной массой 15 тонн установлены колёса размером 19,5 дюймов, на более тяжёлых — 22,5 дюйма. Модели, предназначенные для эксплуатации на стройплощадках, имеют полную массу от 18 до 26 тонн. Выпускаются также автомобили с колёсной формулой 4*4, приспособленные для движения по бездорожью, полной массой от 13 до 18 тонн.
Автомобили оснащались 6-цилиндровыми рядными дизельными двигателями D0836 объёмом 6,9 л мощностью 240, 280 и 326 л. с., которые соответствуют нормам Евро-3/Евро-4. С появлением норм выбросов Евро-5 и выше гамма двигателей немного изменилась до 250, 290 и 340 л. с. Моторы агрегатируются с 9-ступенчатой механической коробкой передач Eaton типов FS8309/ FSO8309, ZF Ecomid 9S-1110/ 9S-1310 или 12-ступенчатой автоматизированной ZF AS Tronic Mid 12AS-1210 с системой MAN TipMatic®.
| Модель                                      | Двигатель                                   | Объём см3                                   | Диаметр × ход поршня мм                     | Мощность кВт (л. с.) при об/мин             | Крутящий момент Н*м при об/мин              | ЭКО-класс                                   | Система питания                             |
| 6-ти цилиндровые рядные дизельные двигатели | 6-ти цилиндровые рядные дизельные двигатели | 6-ти цилиндровые рядные дизельные двигатели | 6-ти цилиндровые рядные дизельные двигатели | 6-ти цилиндровые рядные дизельные двигатели | 6-ти цилиндровые рядные дизельные двигатели | 6-ти цилиндровые рядные дизельные двигатели | 6-ти цилиндровые рядные дизельные двигатели |
| ------------------------------------------- | ------------------------------------------- | ------------------------------------------- | ------------------------------------------- | ------------------------------------------- | ------------------------------------------- | ------------------------------------------- | ------------------------------------------- |
| xx.240                                      | D0836LFL40                                  | 6871                                        | ø108 × 125                                  | 176 (239) 2400                              | 925 1200-1800                               | Евро-3                                      | Common Rail                                 |
| xx.240                                      | D0836LFL50 D0836LFL53                       | 6871                                        | ø108 × 125                                  | 176 (239) 2300                              | 925 1200-1800                               | Евро-4 PM-Kat                               | Common Rail                                 |
| xx.250                                      | D0836LFL63 D0836LFL69                       | 6871                                        | ø108 × 125                                  | 184 (250) 2300                              | 1000 1100-1750                              | Евро-5 Oxi-Kat                              | Common Rail                                 |
| xx.250                                      | D0836LFL60                                  | 6871                                        | ø108 × 125                                  | 184 (250) 2300                              | 1000 1100-1750                              | EEV PM-Kat                                  | Common Rail                                 |
| xx.250                                      | D0836LFL66 D0836LFL75                       | 6871                                        | ø108 × 125                                  | 184 (250) 2200                              | 1000 1200-1750                              | Евро-6 SCR+CRT                              | Common Rail                                 |
| xx.280                                      | D0836LFL41                                  | 6871                                        | ø108 × 125                                  | 206 (280) 2400                              | 1100 1200-1800                              | Евро-3                                      | Common Rail                                 |
| xx.280                                      | D0836LFL51 D0836LFL54                       | 6871                                        | ø108 × 125                                  | 206 (280) 2300                              | 1100 1200-1750                              | Евро-4 PM-Kat                               | Common Rail                                 |
| xx.290                                      | D0836LFL64 D0836LFL70                       | 6871                                        | ø108 × 125                                  | 213 (290) при 2300 об/хв                    | 1150 1200-1800                              | Евро-5 Oxi-Kat                              | Common Rail                                 |
| xx.290                                      | D0836LFL61                                  | 6871                                        | ø108 × 125                                  | 213 (290) при 2300 об/хв                    | 1150 1200-1800                              | EEV PM-Kat                                  | Common Rail                                 |
| xx.290                                      | D0836LFL67 D0836LFL76                       | 6871                                        | ø108 × 125                                  | 213 (290) 2200                              | 1150 1200-1750                              | Евро-6 SCR+CRT                              | Common Rail                                 |
| xx.330                                      | D0836LFL44                                  | 6871                                        | ø108 × 125                                  | 240 (326) 2400                              | 1250 1200-1800                              | Евро-3                                      | Common Rail                                 |
| xx.330                                      | D0836LFL52 D0836LFL55                       | 6871                                        | ø108 × 125                                  | 240 (326) 2300                              | 1250 1200-1800                              | Евро-4 PM-Kat                               | Common Rail                                 |
| xx.340                                      | D0836LFL65 D0836LFL71                       | 6871                                        | ø108 × 125                                  | 250 (340) 2300                              | 1250 1200-1800                              | Евро-5 Oxi-Kat                              | Common Rail                                 |
| xx.340                                      | D0836LFL62                                  | 6871                                        | ø108 × 125                                  | 250 (340) 2300                              | 1250 1200-1800                              | EEV PM-Kat                                  | Common Rail                                 |
| xx.340                                      | D0836LFL68 D0836LFL77                       | 6871                                        | ø108 × 125                                  | 250 (340) 2200                              | 1250 1200-1800                              | Евро-6 SCR+CRT                              | Common Rail                                 |

Примечания:
PM-Kat: Particulate Matter (сажевый фильтр).
EEV: Enhanced Environmentally friendly Vehicle (автомобиль с повышенными экологическими качествами).
SCR: Selective Catalytic Reduction (селективная каталитическая нейтрализация) с AdBlue ® в качестве реагента.
CRT: Continuously Regenerating Trap (сажевый фильтр с постоянной регенерацией).
На автомобилях предусмотрены варианты подвесок: с параболическими рессорами спереди и сзади, пневмоподвеской заднего моста или всех осей. Серийно на машины устанавливается тормозная система с пневматическим приводом, дисковыми тормозами и ABS.